# Krusen (Wuppertal)
Krusen ist eine Hofschaft im Norden der bergischen Großstadt Wuppertal.

## Lage und Beschreibung
Die Hofschaft liegt im Nordosten des Wohnquartiers Dönberg im Stadtbezirk Uellendahl-Katernberg auf einer Höhe von 212 m ü. NHN oberhalb des Deilbachs nahe der Stadtgrenze zu Velbert, Hattingen und Sprockhövel. 
Benachbarte Orte sind neben Dönberg das unmittelbar benachbarte Stopses, mit dem es einen geschlossenen Siedlungsbereich bildet, und die Wohnplätze und Hofschaften Brüggen, Am neuen Krusen, Franzdelle, Vorm Dönberg und die Wollbruchsmühle und das abgegangene Wollbruchsdelle, sowie die Hattinger Ortschaften Beek und Dunk. 
Der Wuppertaler Rundweg führt an Krusen vorbei.

## Geschichte
Krusen besteht aus dem Hof Am ollen Krusen (= Am Alten Krusen, im Gegensatz zum benachbarten Am neuen Krusen). Auf neueren Messtischblättern ist nur der Name Krusen für den Doppelort Stopses und Krusen verzeichnet, auf der DGK5 werden beide Namen genannt.
Im 19. Jahrhundert gehörten Krusen zu den Außenortschaften der Bauerschaft und der Kirchengemeinde Dönberg in der Bürgermeisterei Hardenberg, die 1935 in Neviges umbenannt wurde. Teile gehörten aber auch zur Bauerschaft Nordrath. Damit gehörte es von 1816 bis 1861 zum Kreis Elberfeld und ab 1861 zum alten Kreis Mettmann. 
Im Gemeindelexikon für die Provinz Rheinland von 1888 werden für das Dönberger Krusen ein Wohnhaus mit zehn Einwohnern angegeben, für das Nordrather Krusen drei Wohnhäuser mit 22 Einwohnern.
Mit der Kommunalreform von 1929 wurde der südliche Teil von Dönberg abgespalten und mit weiteren, außerhalb von Dönberg liegenden Nevigeser Ortschaften in die neu gegründete Stadt Wuppertal eingemeindet, der Rest Dönbergs mit Krusen verblieb zunächst bei Neviges. Durch die nordrhein-westfälische Gebietsreform kam Neviges mit Beginn des Jahres 1975 zur Stadt Velbert und das restliche Dönberg wurde ebenfalls in Wuppertal eingemeindet.